# Шульман, Том
Том Шульман (англ. Tom Schulman; род. 20 октября 1950, Нэшвилл, Теннесси, США) — американский режиссёр и сценарист.

## Биография
Окончил Вандербильтский университет. В 1986 году стал членом Гильдии сценаристов Америки (Запад) а с 2009 по 2011 годы был вице-президентом гильдии. В 1990 году получил премию «Оскар» за сценарий к фильму «Общество мертвых поэтов».

## Сценарист
- Morgan’s Summit (2007)
- Добро пожаловать в Лосиную бухту (2004) (Welcome to Mooseport)
- Святоша (1998) (Holy Man)
- Восемь голов в одной сумке (1997) (8 Heads in a Duffel Bag)
- Знахарь (1992) (Medicine Man)
- А как же Боб? (1991) (What About Bob?)
- Second Sight (1989)
- Дорогая, я уменьшил детей (1989) (Honey, I Shrunk the Kids)
- Общество мёртвых поэтов (1989) (Dead Poets Society)

## Продюсер
- Добро пожаловать в Лосиную бухту (2004) (Welcome to Mooseport)
- Я, снова я и Ирэн (2000) (Me, Myself & Irene)
- Непристойное предложение (1993) (Indecent Proposal)
- Гладиатор (ТВ) (1986) (Gladiator, The)

## Режиссёр
- Morgan’s Summit (2007)
- Восемь голов в одной сумке (1997) (8 Heads in a Duffel Bag)